# Бевраж
Бевраж (фр. Beuvrages) насеље је и општина у североисточној Француској у региону Север-Па д Кале, у департману Север која припада префектури Валансјен.
По подацима из 2011. године у општини је живело 6.676 становника, а густина насељености је износила 2225,33 становника/km². Општина се простире на површини од 3 km². Налази се на средњој надморској висини од 23 метара (максималној 34 m, а минималној 18 m).

## Демографија
| 1962. | 1968. | 1975. | 1982. | 1990. | 1999. | 2011. |
| ----- | ----- | ----- | ----- | ----- | ----- | ----- |
| 4.718 | 8.042 | 8.485 | 8.560 | 8.042 | 7.673 | 6.676 |

График промене броја становника у току последњих година